# Arquímedes (Ribera)
Arquímedes (o Demócrito según una designación más moderna) es un cuadro de José de Ribera, «El Españoleto», pintado al óleo sobre lienzo con unas dimensiones de 125 x 81 cm. Firmado y datado en 1630, actualmente se conserva en el Museo del Prado de Madrid.

## Historia
Aunque la tradición siempre ha reconocido al personaje retratado como a Arquímedes, debido al compás de su mano y a los papeles con signos geométricos que lo rodean, Delphine Fitz Darby propuso en 1962 identificarlo como Demócrito por la franca sonrisa que muestra ya que, precisamente, Demócrito es conocido como "el filósofo que se ríe". Podría tratarse entonces de "Filósofo con compás", obra cuyo paradero se desconoce y que se sabe perteneció al Duque de Alcalá principal cliente de Ribera entre 1629 y 1631. En cualquier caso, Arquimedes o Demócrito, la obra sería la más antigua de los cuadros que conforman la serie "Filósofos Harapientos".
La primera constancia documental de la obra la sitúa en El Escorial en 1764 y posteriormente pasará a formar parte de las colecciones del Museo del Prado donde se conserva.

## Descripción y estilo
El filósofo aparece retratado de medio cuerpo, vestido de mendigo y sujetando un compás con su mano derecha mientras que con la izquierda sostiene unos papeles donde están representados algunos símbolos geométricos. En el lomo del libro, abajo a la derecha, se ve escrita la firma y la fecha, "Jusepe de Ribera español/F 1630". La pintura está recortada del lado derecho.
El sonriente rostro  con profundas arrugas marcadas y sus huesudas manos de largos dedos, son el centro de atención de la composición y están representados con enorme fidelidad y un gran naturalismo. Una luz entra por la izquierda bañando el cuerpo del filósofo que junto a un halo de pintura más clara alrededor de la cabeza y el fondo neutro resalta al filósofo otorgando a la composición una mayor perspectiva y mayor realismo. 
Se cree que Ribera hizo posar a algún modelo para pintar el cuadro, posiblemente alguien anónimo encontrado en la calle, al que retrató como si fuera un noble o un rey. Nícola Spinosa lo define con gran acierto en el estudio de su obra.

Un verdadero retrato de cualquier campesino encontrado en los callejones de la Nápoles virreinal, en el que el pintor supo captar justamente las señales del antiguo origen greco-levantino, inserto en un contexto de irreductible vitalidad y de humanidad típicamente mediterránea.
N.Spinosa. Obra pictórica completa de Ribera.

Algunos críticos ven grandes similitudes entre el Arquímedes de Ribera y los rostros de alguno de Los Borrachos de Velázquez, algo no del todo imposible pues el año en que la obra fue pintada Velázquez visitó a Ribera en Nápoles.